# Melodi Grand Prix 2010
La quarantottesima edizione del Melodi Grand Prix si è tenuta in 5 diverse città della Norvegia ed ha selezionato il rappresentante norvegese all'Eurovision Song Contest 2010 di Bærum (Oslo).
Il vincitore è stato Didrik Solli-Tangen, con My Heart Is Yours.

## Organizzazione
| Data       | Città     | Luogo                  | Semifinale   |
| ---------- | --------- | ---------------------- | ------------ |
| 8 gennaio  | Ørland    | Ørland hovedflystasjon | Prima        |
| 16 gennaio | Bodø      | Bodø Spektrum          | Seconda      |
| 23 gennaio | Skien     | Skien Fritidspark      | Terza        |
| 30 gennaio | Sarpsborg | Sparta Amfi            | Sistesjansen |
| 6 febbraio | Oslo      | Spektrum               | Finale       |

## Partecipanti

### Prima semifinale
I vincitori della prima semifinale sono Maria Haukaas Storeng, che si ripresenta dopo due anni all'MGP (nel 2008 aveva vinto il concorso con la canzone Hold on, be strong e nel 2009 si era presentata con Anna Sahlene al Melodifestivalen svedese, con la canzone Killing me tenderly), e i Keep of Kalessin. 
| # | Artista               | Titolo          | Testo (t) / Musica (m)                                                                    | Risultati       |
| - | --------------------- | --------------- | ----------------------------------------------------------------------------------------- | --------------- |
| 1 | Gaute Ormåsen         | Synk eller svøm | Gaute Ormåsen, Laila Samuelsen, Kim Bergseth (m & t)                                      | Siste Sjansen   |
| 2 | Lene Alexandra        | Prima Donna     | Jarl Aanestad (m & t), Simon Walker (t), Lene Alexandra (m & t)                           | Eliminato       |
| 3 | Johnny Hide           | Rewind Love     | Julian Berntzen (m & t)                                                                   | Wildcard giuria |
| 4 | Bjørn Johan Muri      | Yes Man         | Simone Larsen, Simen Eriksrud, Bjørn Johan Muri (m & t)                                   | Siste Sjansen   |
| 5 | Elisabeth Carew       | Rocketfuel      | Elisabeth Carew, Thomas Eriksen (m & t)                                                   | Eliminato       |
| 6 | Maria Haukaas Storeng | Make My Day     | Merethe La Verdi (m & t), Mats Lie Skåre (m)                                              | Finale          |
| 7 | Keep of Kalessin      | The Dragontower | Arnt "Obsidian" Grønbech (m & t), Torbjørn Schei (t), Vegar Larsen (t), Robin Isaksen (t) | Finale          |

### Seconda semifinale
I vincitori della seconda semifinale sono Maria Arredondo, con la sua ballad The touch, e Alexander Stenerund, secondo classificato al MGP 2009, che procede in finale con il brano Give it to me.
| Ord. | Artista            | Titolo                   | Testo (t) / Musica (m)                                     | Risultati       |
| ---- | ------------------ | ------------------------ | ---------------------------------------------------------- | --------------- |
| 1    | Venke Knutson      | Jealous Cause I Love You | Laila Samuelsen, Alexander Kronlund, Lucas Hilbert (m & t) | Siste Sjansen   |
| 2    | Skanksters         | Life Is Here Today       | Arne Hovda (m & t)                                         | Wildcard giuria |
| 3    | Tomine Harket      | Be Good To Me            | Tommy La Verdi, Peter Ställmark (m & t)                    | Eliminato       |
| 4    | Hanne Haugsand     | Don't Stop               | Mariann Thomassen, Lars Erik Westby (m & t)                | Eliminato       |
| 5    | Maria Arredondo    | The Touch                | Rolf Løvland (m & t)                                       | Finale          |
| 6    | Heine Totland      | The Best Of Me Is You    | Heine Totland, Hans Petter Aaserud, Arne Hovda (m & t)     | Siste Sjansen   |
| 7    | Alexander Stenerud | Give It To Me            | Alexander Stenerud (m & t)                                 | Finale          |

### Terza semifinale
I vincitori della terza semifinale sono Didrik Solli-Tangen, con My Heart Is Yours e gli A1 con Don't Wanna Lose You.
| # | Artista             | Titolo                     | Testo (t) / Musica (m)                                              | Risultati     |
| - | ------------------- | -------------------------- | ------------------------------------------------------------------- | ------------- |
| 1 | Mira Craig          | I'll Take You High         | Mira Craig (m & t)                                                  | Siste Sjansen |
| 2 | Fred Endresen       | Barracks On The Hill       | Fred Endresen, Olaf Øwre (m & t)                                    | Eliminato     |
| 3 | Belinda Braza       | Million Dollar Baby        | Robin Nordahl, Frode Andersen, Gerard James Borg (m & t)            | Eliminato     |
| 4 | Didrik Solli-Tangen | My Heart Is Yours          | Hanne Sørvaag, Fredrik Kempe (m & t)                                | Finale        |
| 5 | The Diamond         | European Girl              | Matias Tellez, Håkon Njøten, Axel Vindenes (m & t)                  | Eliminato     |
| 6 | Karoline Garfjell   | Tokyo Night                | Aggie Peterson (m & t)                                              | Siste Sjansen |
| 7 | A1                  | Don't Wanna Lose You Again | Ben Adams, Mark Read, Christian Ingebrigtsen, David Eriksen (m & t) | Finale        |

## Finale
La finale si è tenuta all'Oslo Spektrum e vi hanno partecipato i sei vincitori delle semifinali più le due canzoni risultate vincitrici nella Siste Sjansen. Quattro canzoni hanno avuto accesso alla Guldfinalen, nella quale è stato decretato il vincitore.
| # | Artista               | Titolo                     | Risultati   |
| - | --------------------- | -------------------------- | ----------- |
| 1 | A1                    | Don't wanna lose you again | Guldfinalen |
| 2 | Maria Haukaas Storeng | Make My Day                |             |
| 3 | Venke Knutson         | Jealous Cause I Love You   |             |
| 4 | Bjørn Johan Muri      | Yes Man                    | Guldfinalen |
| 5 | Maria Arredondo       | The Touch                  |             |
| 6 | Alexander Stenerud    | Give It To Me              |             |
| 7 | Didrik Solli-Tangen   | My heart is yours          | Guldfinalen |
| 8 | Keep of Kalessin      | The Dragontower            | Guldfinalen |

### Guldfinalen
| Artista             | Titolo                     | Punteggio | Posizione |
| ------------------- | -------------------------- | --------- | --------- |
| A1                  | Don't wanna lose you again | 278 882   | 2         |
| Bjørn Johan Muri    | Yes Man                    | 169 174   | 4         |
| Didrik Solli-Tangen | My heart is yours          | 466 675   | 1         |
| Keep of Kalessin    | The Dragontower            | 241 164   | 3         |

## All'Eurovision Song Contest
In quanto paese ospitante, la Norvegia ha avuto direttamente accesso alla finale, esibendosi 3ª su 25 finalisti e ottenendo un 20º posto con 35 punti.